# Malzy

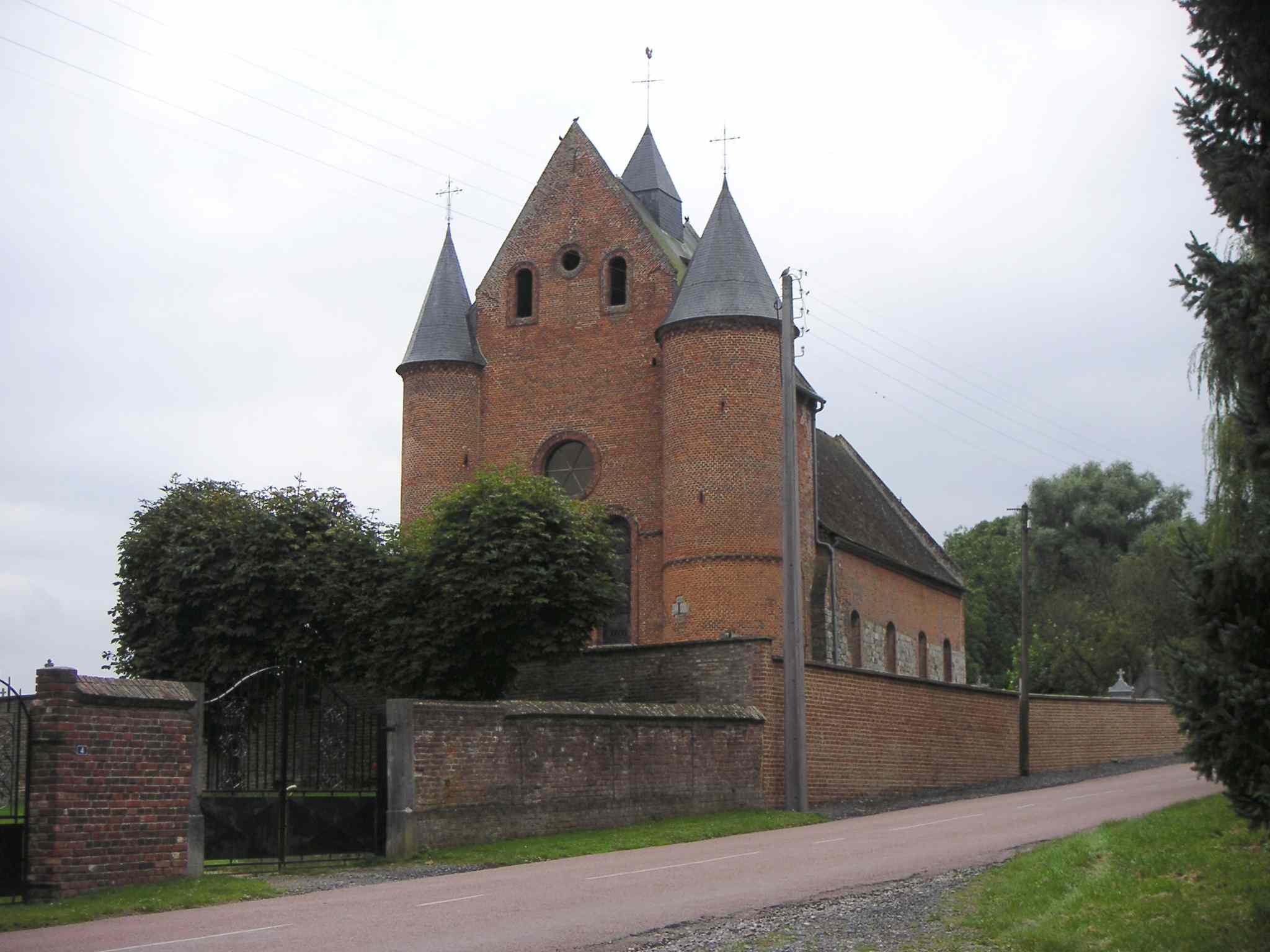
Kościół w Malzy

Malzy – miejscowość i gmina we Francji, w regionie Hauts-de-France, w departamencie Aisne.
Według danych na styczeń 2014 roku gminę zamieszkiwały 193 osby, a gęstość zaludnienia wynosiła 18,7 osób/km².